# Ленина песма
„Ленина песма“ (сръбски: Lenina pesma) е песен на сръбската певица Лена Стаменкович, която класира Сърбия седма на детския песенен конкурс „Евровизия 2015“. Написана е от Леонтина Вукоманович, която е съавтор на „Beauty Never Lies“ на представителя на „Евровизия“ на Сърбия през 2015 година Бояна Стаменов, но и „Лане моје“ на Желко Йоксимович. Разбира се, Лена също има участие в написването на песента според традицията на детския конкурс. Аранжиментът на песента е създаден от Душан Алагич.
Песента носи името на самата певица, като в превод от сръбски заглавието ѝ се превежда като Песента на Лена.